# 英国广播公司相关争议
本条目概述英国广播公司（BBC）相關争议事件。

## 2000年代

### 主持人被指歧視阿拉伯人
2004年1月4日，BBC電視節目主持人羅勃特·克洛伊（Robert Kilroy-Silk）在《週日快報》發表了一篇歧視阿拉伯人的文章〈我們沒虧欠阿拉伯人〉（We Owe Arabs Nothing），導致BBC停播他的節目。

### 對以巴冲突報導的調查報告
2005年10月，由英国电影分级委员会（BBFC）主席昆汀·托马斯主持的独立小组进行评估BBC新聞在英国国内对以巴冲突的报导，特别是在准确性、公平性、背景、平衡与偏见方面的调查。2006年5月2日，该小组得出结论是，在英国，大多数的观众都说，他们从BBC的报导中理解不了以巴冲突的重要性和复杂性。独立小组认为，BBC在以巴冲突的报道中有「不完整」和具有「误导性」。该小组建议BBC新聞，将更多的资源分配给中东地区，并任命一位资深驻外国记者担任特别编辑，以协助了解以巴冲突的复杂性。

### 女王紀錄片剪輯爭議
2007年7月，BBC紀錄片《與女王的一年》（A Year with the Queen）舉辦試映會，播出看似英國女王伊麗莎白二世對攝影師安妮·萊柏維茲發怒的預告片：萊柏維茲以服裝過於正式為由請伊麗莎白二世摘下王冠，接著是一段看似伊麗莎白二世發怒拂袖而去的畫面。《與女王的一年》製作單位RDF媒體（RDF Media）承認調動兩段影片順序，看似伊麗莎白二世發怒拂袖而去的畫面是她抵達拍攝現場畫面。白金漢宮認為預告片已經損害伊麗莎白二世名譽，向RDF媒體施壓，希望阻止BBC照原定計畫在本年9月播出全片。BBC向伊麗莎白二世與萊柏維茲公開道歉。7月20日，RDF媒體創意總監史帝芬·藍伯特（Stephen Lambert）承認這是他出的主意，並表示願意辭職以示負責。RDF媒體向BBC公開道歉，但BBC與英國獨立電視台等電視台已決定停止委託RDF媒體製作電視節目。

### 少女整形節目爭議
2007年9月2日21時（英國時間），BBC第三台播出紀錄片《少女整形》（Under 18 and Under the Knife），該片將罹患厭食症、體重44公斤、胸部30AA罩杯的英國17歲少女琳西·鮑曼（Lynsey Bowman）送到美國德州進行隆乳手術，引發爭議，BBC被譏為「英國波霸公司」（British Boob Corporation）。BBC官網聲稱，該片探討的是，未成年人如何看待自己的身材，以及整形手術是否為改善體態的唯一手段。英國法律規定，18歲以下者不得進行整形手術。《世界新聞報》批評BBC把英國國民繳交的收視費浪費在這種“缺德節目”上，並表示擔憂琳西隆乳後的心理健康狀況（可能進而想做其他部位的整形手術）。BBC辯稱，隆乳手術費是由琳西父母支付，手術前已取得琳西父母同意，絕無使用國民繳交的錢。

## 2010年代

### 2011年轉載假新聞
2011年8月3日，BBC網站坦承，包括BBC在內的國際媒體都被加拿大心理測驗公司AptiQuant發布的假新聞「Internet Explorer用戶的智商更低」騙了；該文一度登上BBC網站瀏覽率第一名。BBC表示，當初BBC新聞發布此則假新聞時曾經採訪劍橋大學統計實驗室教授戴维·斯皮格霍尔特，他說「這些資料不大可信，而且是對IE用戶的侮辱」。

### 錯誤使用照片報導胡拉大屠杀
2012年5月27日，BBC线上新聞从Twitter上错误使用一张由意大利摄影師马可·迪拉羅（Marco di Lauro）于2003年3月27日在伊拉克南部沙漠拍攝的照片，报导胡拉大屠杀。隔日，BBC在该网站的检查用户提醒下，迅速删除了这张图片，并对使用错误的照片道歉。迪拉羅表示，有人在利用他的图像在网络上散布，用来针对叙利亚武装部队实施胡拉大屠杀的宣传。

### 被指假扮學生采訪
2013年4月14日，伦敦政治经济学院表示，BBC電視時事紀錄片節目《廣角鏡》记者約翰·斯威尼（John Sweeney）假扮成該学院的博士研究生参与学会活动，目的是为了前往朝鲜进行隐性采访；学生们事前没有清楚得知，将有3名BBC员工随团出发、藉这趟旅程进行暗访朝鲜并在《广角镜》中播出。伦敦政治经济学院表示，該学院完全支持新闻调查“视公众利益为先”的原则，也赞扬记者在险要世道中的工作，“但我们不能纵容以学院之名、借学生之名来包庇这种行动”。BBC总裁托尼·霍尔拒绝取消播放此段內容，但“对于BBC员工利用了学院的名义及名声作为欺骗手段，向学院致歉”。BBC則在一份声明中说，伦敦政治经济学院其他学生都事先得知有一名记者希望随行，令他们可以作出决定，并都已经获告知潜在风险。

### 員工被指對女王失禮
2013年6月7日，英國女王伊麗莎白二世為BBC新總部落成揭幕，受到BBC熱烈歡迎，也吸引BBC員工用智慧手機與平板電腦跟拍。英國《君王雜誌》（Majesty Magazine）總編輯席維德（Ingrid Seward）說，當時BBC員工就像「殭屍」一樣如影隨形跟著高齡87歲的伊麗莎白二世，「這些員工不知該怎麼歡迎女王，真讓人感到難過，他們的行為無禮而冒犯。」「BBC應事先告訴員工，絕不能用手機拍女王。如果我是女王，我會動怒。」「電視上看到女王的造訪畫面，令人覺得非常怪異，員工可說完全失控。我認為：BBC在女王蒞臨前，應該先教導員工應有的禮節。」BBC發言人說，伊麗莎白二世蒞臨對BBC而言是非常重大的日子，「員工們很希望一同歡慶、並熱情接待女王陛下」。

### 報導偏袒以色列的指控
2014年7月20日，不滿BBC新聞在報導以巴衝突新聞時疑似偏頗報導偏袒以色列，巴勒斯坦團結運動（Palestine Solidarity Campaign）等組織發動數百人前往BBC總部抗議。抗議者聲援巴勒斯坦，高喊「BBC，你可恥」（BBC, shame on you），并公布诺姆·乔姆斯基、约翰·皮尔、肯·洛區、布萊恩·伊諾在内45,000人签名的公开信。布萊恩·伊諾參加抗議時表示，BBC新聞最引以自豪的公正性已經逐漸消失，BBC新聞公正且值得信任的聲譽逐漸被侵蝕。巴勒斯坦團結運動鼓勵群眾上網投訴BBC報導不公，順利促使BBC更改報導標題或刪除報導。《衛報》專欄作家Owen Jones認為，經過此次抗議事件，BBC應該重新反省公共性的原則，作為公共廣播機構的BBC必須責無旁貸提供平衡且公正的報導。BBC的竞争对手英國第四頻道也公开抨击，BBC新闻对中东的报导有「偏见、不准确和单方面」的观点。
BBC在这次以巴冲突的报导声明中表示：“我们的新闻报导是解释现在正在发生的事情，以及为什么发生。我们努力在广泛的观点中反映各种声音，并致力于准确、公平和平衡的方式报导和分析事件的快速发展。格拉斯哥大学教授格雷格·菲洛（Greg Philo）对此情况回应，BBC资深记者告诉他无法理解巴勒斯坦方面所提出的观点：「很多次BBC的资深记者告诉我，他们根本无法理解巴勒斯坦人的观点，这就是巴勒斯坦人的观点——『以色列是一个残酷的种族隔离国家』。」雷格·菲洛认为，关于指责BBC偏頗報導的问题，根源在于BBC的报导中没有提到巴勒斯坦人的历史。《卫报》执行编辑、评论和《犹太纪事报》专栏作家乔纳森·弗里德兰（Jonathan Freedland）认为，对BBC新聞的批评的另一侧论完全相同，因为《犹太纪事报》的读者也会谴责BBC新聞未能提供历史来解释为何犹太人在历史上需要拥有自己的家园。谢菲尔德大学新闻学讲师戴维·霍尔姆斯（David Holmes）表示，报道加沙地带是一个巨大的挑战，他认为BBC新聞正在尽最大努力做到客观，“我毫不怀疑，为BBC工作的人们正在竭尽所能，在非常危险的情况下诚实客观地报道”，「如果BBC代表一件事，那么它的报道就是诚实、客观和公正。」

### 2014年對蘇格蘭獨立運動的報道
2014年9月16日，約有千人以上蘇格蘭人在BBC蘇格蘭總部前聚集，抗議BBC新聞處理蘇格蘭獨立運動問題的偏見；BBC新聞針對蘇獨領袖薩蒙德的報導錯誤地認為其忽略記者的問題，薩蒙德隨後表示這是BBC新聞的偏見與汙衊。

### 雨傘革命報導
2013-14年香港發生"讓愛與和平佔領中環"运动和雨傘革命，2014年10月21日BBC新聞報道約有1000名香港的示威者在奧斯陸自由論壇接受過訓練，報道之後遭到香港方面發起運動的組織抗議報道失實。之後BBC更改報道，并且强調CANVAS創始人斯爾賈·波波維奇並沒有參與香港的示威活動。

### 人類星球畫面造假
2015年，英國媒体报道，《人类星球》在沙漠一期中，用半驯化的狼代替了野狼拍攝，两个蒙古牧民冲着戈壁上的野狼开枪是排練的假動作。BBC之後承認，该片制片人无法为节目拍摄野狼，而使用了一只半驯化的狼，許多狼跑過鏡頭的動作是狼跑向畫面外的馴養員。这组镜头误导了观众，严重违反了编辑准则。
2018年4月，BBC发表声明，《人類星球》与印度尼西亚原住民科罗威人有关的一集中，部落搬进树屋，并在那里安家的描述并不准确，相关场景有误导性，违反了编辑准则该集给人的印象是科罗威人会建造非常高的树屋作为居住场所，但他们一般住在离地面更近的树屋，并将较高的树屋用作仪式用途或部落年轻人聚会场所。参与BBC Two另一纪录片《My Year With The Tribe》录制的冒险家Will Millard在与部落成员的讨论中发现了这一错误，当地人告诉他，《人类星球》中非常高的树屋不是他们的房子，而是为了拍摄建造的。
2018年4月底，BBC发布声明指出，《人类星球》第一集“海洋”中，一名拉馬萊拉捕鲸人Benjamin Blikololong被认为在用矛捕捉鲸鱼，但“该场景对角色的描述并不准确，尽管相关镜头反映了他们如何捕鲸”，而用矛刺中鲸鱼的人实际上不是Benjamin。声明还指，BBC已决定停止《人类星球》的发行，等待全面的编辑审查。

## 2020年代

### 新疆再教育營報導
2020年8月4日，BBC駐中國記者沙磊（John Sudworth）發布一段影片，片中的維吾爾族男子麥爾丹·阿巴稱被政府囚禁於拘留營。报道称，时年31歲的阿巴據稱是淘寶網的模特兒，常在服裝品牌的廣告中展示其英俊帥氣的外表，並憑此獲得不菲的收入。報道最後指，「BBC向中國政府發出查詢申請，請求他們確認阿巴及他的叔叔是否涉嫌在中國從事犯罪活動，並回應阿巴被以何緣由拷在床上，以及其他虐待和酷刑指控。但所有問題均未得到回應」。7日，中华人民共和国外交部網站發布消息稱“外交部新聞司負責人就英國廣播公司製作並播放涉疆假新聞向該媒體當事駐京記者提出嚴正交涉”；外交部新聞司負責人指，BBC的報道「東拼西湊，塞入許多涉疆虛假信息，移花接木，牽強附會，主觀臆斷，嚴重失實」。

### 記者反以色列推文
2020年9月2日，BBC新闻一名记者Nimesh Thaker被发现使用匿名的Twitter账号，发表反以色列的帖子，同时转发BBC犹太节目主持人艾玛·巴内特（Emma Barnett）在7月27日批评英国说唱歌手威利（Wiley）关于犹太人的煽动性推文。Nimesh Thaker指责巴内特「每当有人批评以色列时，都在使用同样的反犹太主义的理由」。英国广播公司发言人告诉《犹太纪事报》：「BBC非常认真地对待这种性质的指控。尽管我们无法就个别员工问题发表评论，但我们已经采取了强有力的程序来紧急调查任何此类事件。」

### 罗西·加思韦特
2020年9月8日，BBC一名亲巴勒斯坦的资深制片人罗西·加思韦特（Rosie Garthwaite）在制作的一部对以色列在东耶路撒冷的行动进行批评的纪录片，被指控报导不公正。同时，加思韦特被发现在自己的个人Twitter上转发了四张地图的图像，声称这些图像显示了巴勒斯坦领土在20世纪如何减少。其中一张地图暗示，自奥斯曼帝国灭亡后，从现在的以色列到约旦河西岸地区和加沙地带，所有土地都是由巴勒斯坦人控制。加思韦特之后承认在社交媒体上分享「不准确」的亲巴勒斯坦宣传，宣布已撤下在Twitter上的图片。BBC总干事蒂姆·戴维对此发出警告，对使用Twitter和其他社交媒体的新闻记者采取更严格的纪律规范，以制止对新闻公正性的争执。

### 直播雙十慶典時的錯誤
2020年10月10日，BBC新聞頻道與BBC世界新聞頻道轉播中華民國國慶慶祝大會，將標題誤植為「朝鮮勞動黨建黨75周年大典」，主持人討論內容也為北韓與國際政治關係，直播地點也顯示平壤。BBC直到30分鐘後才發現錯誤，進行更正並道歉。

### 新疆强迫勞動報道
2020年12月，BBC刊出报道《新疆棉：新證據揭露時尚產業背後的強迫勞動》，指記者在新疆採訪期間，多次遭跟踪和阻撓。中国大陆官方媒体《中国日报》则稱BBC利用「剪輯」手法報道，扭曲事实。《中国日报》引用到场警察执法记录仪的录像指，BBC记者透过翻译对到场警察说：“非常感谢您还一直保持冷静和理性。”工厂安保人员蒋先生告诉警察，记者拿着手机对着工厂拍摄，他上前询问几个人在干什么，这几个人自称记者但是没有表明身份。一名BBC女记者称：“没有拍摄任何含有他的视频或者照片”，“任何报道中都不会出现他”。但蒋先生还是出现在了BBC的新闻画面中。BBC宣称工厂“强迫劳动”，而中国日报记者指，工厂旁的教培中心于2019年10月关闭，一侧的建筑物至今是空置的，另一侧的建筑则于2020年3月租给工厂。报道还指工人们都乐意与中国日报记者交谈，“没有一个人有丝毫的迹象，表明他们是被迫在这里工作的”。BBC回应指，记者与警察的礼貌交流，被用来暗示BBC夸大了当局的阻挠。《中国日报》歪曲了BBC制片人的话语——不会使用某个人的画面——这句话是对其他人说的。《中国日报》没有提及记者拍摄的一些录像被强行删除。同一名警官后来要求记者跟她到另一个地方，以便他检查剩余的照片，且没有解释和给与记者回应的权利。在新疆的72小时内，记者在五个不同的场合被阻止在公共场所拍摄，有时是以暴力的方式。还有一次，记者被当地官员短暂扣留，官员声称拍摄田地侵犯了农民的权利。记者到达库车县不久，就被执法记录仪录像中的女警察召集到酒店大堂开会。在会议结束前，记者被禁止离开酒店。两名宣传官员也参加了会议，并被指派在之后的时间陪同记者。无论记者去哪里，后面都会有一辆车跟随。
2021年3月2日，BBC刊出一篇关于維吾爾人轉移就業的报道，其中援引了中国中央电视台的一则报道。中国中央电视台随后于3月4日发文《皮山姑娘上了BBC，就被西方媒体这样扭曲了》，反驳BBC的报道。央视新闻指，记者于两年后的春节期间再访影片中的皮山女子，受访者一家因为她外出务工产生的变化没有在BBC看到。《环球时报》评论员高雷指，BBC称自己发现了一个没有被外部世界注意到的中国官媒14分钟的报道，但央视早在2017年已经将总共25分钟的节目翻译成了英文，并上传到YouTube等网站。對於同一段視頻，BBC的報導則認為這種由官員持續施加壓力的「動員」方式，正是脅迫的證據之一。該報導採訪勞拉·墨菲教授，一位人權和當代奴隸制問題專家，該教授表示：「中國政府不斷表示，人們是自願參與這些項目，但這（視頻）絶對表明，這是一種不允許人們抵制的脅迫制度。」。該報導還引用一份一群天津南開大學學者撰寫的報告。報告稱，大規模的轉移就業是「感化、融化、同化少數維族人員的重要方法」，將維族遷出並安置在新疆其他地區或中國其他省份，「減少了維族在新疆地區的人口密度」。

### 2019年冠狀病毒病中國大陸疫情報導
2021年1月，BBC中文部发布短片《重返湖北》，纪录2019冠状病毒病湖北省疫情的情况。观察者网报道指，当时纪录短片中所用的中国地图中未出现藏南地区、钓鱼岛、赤尾屿、南海诸岛、台湾岛，此外湖北及武汉标记的位置标在了陕北地区。随后BBC重新上传的视频中做出了修改。
2021年2月4日，中華人民共和国外交部新闻司发表声明，批评英国广播公司在同年1月29日的报道《新冠疫情：武漢以歌頌和否認，紀念爆發一週年》中“将一段反恐演习视频作为中国防疫部门‘暴力执法、侵犯人权’新闻播出”。声明还指，BBC“近期的涉新冠疫情新闻视频中将疫情与政治挂钩”，“这是典型的带有意识形态偏见的假新闻，影响恶劣”，就此向BBC驻北京分社提出严正交涉。2月5日，中华人民共和国外交部发言人趙立堅在Twitter發文表示「BBC不應成為『唱衰廣播公司』」。BBC记者沙磊指相关影片片段确实是警察的防疫演习，官方发布的影片描述没有提到“反恐”。英國廣播公司（BBC）表示，對中國事件的報導「凖確、公正」，不接受有關假新聞或意識形態偏見的毫無根據的指控。

### 新疆性侵報導
2021年1月底，BBC在报道中采访了数名曾在新疆再教育营中声称被拘禁、并指称受到性侵犯和强奸的维吾尔族妇女。英国、美国和澳大利亚政府均有正式表态，希望关注新疆人权问题。中華人民共和国外交部发言人汪文斌对在记者会上指责报道是“毫无依据地抹黑诋毁”。2月8日，中國駐英公使馬輝約見BBC採編部主任、外事新聞主編，就BBC新聞近日涉疫情及新疆的報道提出嚴正交涉。馬輝在會面中表示：“BBC近日頻繁就疫情、新疆議題播發不實報道，抹黑中國國家形象，充斥嚴重的雙重標準和深刻的對華意識形態偏見，偏離自身所標榜的客觀、平衡、公正的新聞原則，對自身聲譽造成巨大損害，並傷害了中國人民的感情。”

### 假信息之龍節目
2021年3月，BBC播出廣播節目《假信息之龍》（The disinformation dragon），內容指北京當局透過在社交网络散發虛假訊息以建立正面形象。中國駐英國大使館發言人后致函BBC，反驳上述节目。3月中旬，中华人民共和国外交部新闻司负责人就BBC世界新闻频道涉疆“强迫劳动”、中国“限制新闻自由”和BBC广播四台“假信息之龙”等报道向BBC北京分社提出严正交涉。

### 菲利普亲王去世的報導
2021年4月9日，英国爱丁堡公爵菲利普亲王辞世当天，BBC电视频道及电台取消当天原定节目，全天候报道菲利普去世的消息：BBC电视一台取消播出原定的《顶级厨师》第14季总决赛及肥皂剧《东区人》；电视四台中断轉播英格兰国家女子足球队和法国国家女子足球队的国际友谊赛，并贴出告示提示观众转台到第一台。然而该临时安排引起观众不满，纷纷涌向BBC网站设立的专页进行投诉，数量至少有110,994宗，超过2005年《杰瑞·斯布林格秀》音乐剧版因冒犯宗教文化所产生的6.3万份投诉。BBC随后下线该专页。当天BBC电视一台的收视率较上周下跌7%，二台观众下跌65%，当晚7点至11点的收视人数仅为34万。

### 塔拉·哈拉瓦
2021年5月，曾報導以巴衝突的BBC記者塔拉·哈拉瓦(Tala Halawa)被發現在 2014 年發布了反以色列和反猶太主義的推文。他曾在推特上轉推「#Hitler was right(希特勒是正確的)」及「錫安主義者希望有更多既血流(Zionists can't get enough of our blood)」。這事件引起激烈迥響，因為哈拉瓦是負責報導 2021年以巴衝突的記者之一，人們對她作為記者的可信度及中立性提出了質疑。2021年6月，BBC宣布哈拉瓦不會再為BBC工作，但沒有提供更多細節。

### 戴森报告
2021年5月21日，前英国最高法院退休法官戴森勋爵约翰·戴森发表独立调查报告《戴森报告》（The Dyson Report），证实BBC《广角镜》记者马丁·巴希尔在1995年利用伪造的银行账单，诱导戴安娜王妃接受他的专访。戴安娜在采访中承认自己和丈夫查尔斯王子有外遇，引起轩然大波，导致女王伊利莎伯二世要求两人离婚；然而，外界对这场专访有所质疑。英国第四台採訪多位人士，于2020年10月播出纪录片《戴安娜：那场访谈背后的真相》，其后戴安娜的哥哥斯宾塞伯爵要求BBC进行独立调查，BBC于同年11月18日委托戴森勋爵进行调查。报告发表后，BBC总监蒂姆·戴维向戴安娜的弟弟斯宾塞伯爵、儿子劍橋公爵威廉王子和薩塞克斯公爵哈里王子道歉。

### 播放球員接受心臟復蘇
2021年6月11日，BBC在转播2020年欧洲足球锦标赛B组丹麦对阵芬兰的比赛时，播出了丹麦中场球员基斯甸·艾歷臣倒地昏迷、接受心肺复苏术的超长特写镜头，招来部分球迷批评。BBC随后发表致歉声明，表示比赛暂停的时候已尽可能切断画面，但比赛画面由欧洲足联负责转播。

### 媒体勇士報導
2021年7月11日，BBC报道巴里·琼斯（Barry Jones）、杰森·莱特福特（Jason Lightfoot）及巴雷特父子（Lee and Oli Barrett）等旅居中国的英国视频博主可能与中国政府或国有媒体CGTN合作，在新疆等话题上反驳他们所称对中国的负面报道。中国官媒中国环球电视网发起了拉拢外国网红的“媒体勇士”（The Media Challengers）活动，向参与者提供1万美元的现金奖励。杰森和巴雷特父子也出现在该活动的宣传材料中。多位消息人士告诉BBC，CGTN内部目前看重透过“网红和有影响力人士”来“反击”外国媒体报道。。李·巴雷特于7月14日发表声明称，自己只是将所见所闻分享出来。“媒体勇士”活动只是个普通的比赛，提供1万美元给获胜者。

### 2021年7月河南水灾報導
2021年7月中旬，河南多地遭遇特大暴雨，郑州等城市发生严重内涝灾害，BBC报道指，郑州曾投资超过500亿元人民币建设“海绵城市”，而这场暴雨“似乎打破了这个神话”。《环球时报》隔日引述观察人士报道批评外国媒体对洪水的报道。7月22日夜晚，BBC记者白洛宾（Robin Brant）來到鄭州地鐵5號線經開中心廣場站出口報道，指過去幾天鄭州市內外不少民衆接到了警告疏散，「但在髒水的臭氣中，一個最令人不安的問题是，為什麼在這條地鐵線上的一個車站，一個建成還不到10年的地鐵系統，會湧入大量雨水，乘客們會被扔在站台上等死。」其中一句「passengers left to die on the platform」在BBC中文網被翻譯成「乘客被扔在月台上等死」。该段话和影片片段被擷取后在中国大陆网络傳播，引发争议。《參考消息》24日根据获救市民的采访，指消防员在事故发生后已经尽快赴现场进行救援。BBC后將报道字幕修改成「乘客死在月台」。YouTube上的该视频遭到中國網民洗版，后被删除。白洛宾也从24日起遭到与当地民众发起「人肉围猎」。白洛宾同日在一份报告称「不明白中国人民为何如此脆弱」，并补充说北京已经警告其他地方政府检查自己的准备情况和地铁法规。该事件进而在7月26日引发了《德国之声》记者与协助同行的《洛杉磯時報》驻华记者被民众误认为是BBC记者的围堵乌龙事件，其中半岛电视台和美国有线电视新闻网的记者同样声称受到排外主義的中国民众在网络上围攻和威胁。

### 誤用吉儀
2022年1月，BBC美食频道应壬寅虎年即将到来，介绍了华人传统美食，其中“鲜虾卤面配花椰菜”的配图出现了答谢出席丧礼亲友的吉儀信封，误将其当成压岁钱，与新年喜庆气氛格格不入，在华人群体中引发争议。BBC随即在推特发表了道歉声明，并删除了相关配图。

### 新闻跑马灯显示“曼联是垃圾”
2022年5月24日，BBC新闻台的字幕跑马灯出现了“曼联是垃圾”（Manchester United are Rubbish）的侮辱性字样。随后新闻主播安妮塔·麥克維（Annita McVeigh）在稍后的节目中致歉，称有关文字和之后的“到处都在下雨”（Weather Rain Everywhere）由幕后的工作人员随意打出，其目的是熟悉如何打出跑马灯的文字，希望曼联的球迷别生气。

### 纪念女王与非洲关系被指“洗白殖民主义”
2022年9月8日，英国女王伊丽莎白二世驾崩，BBC非洲发布一段四分钟的短片，纪念女王长期以来与非洲国家的关系。然而相关内容被账号名为“@sifanelepotwana”的用户批评，称“不要把殖民主义洗白成长期关系”，得到44.5万个赞及大量留言，其中用户“@My_Ji10”称“她（女王）在肯尼亚旅游的时候成了当地的女王，非洲人在自己的土地上遭种族隔离、奴役、奴役、折磨及杀害，这就是BBC所说的长期关系。”

### 名宿兼體育節目主持因在社交平台批評移民法案被停職
2023年3月，BBC电视一台王牌足球资讯节目《今日比賽》主持加利·連尼加在社交平台發佈短片，抨擊保守黨政府預備推出的非法移民法案將最弱勢人士拒諸門外麻木不仁，無異於1930年代的纳粹德国，部分人指責他以納粹德軍作比喻不恰當。BBC高層結果在無告知節目組的情況下，直接要求他暫停主持《今日比賽》，認為他的社交言論是違反BBC的編輯中立準則。結果多名足球员及BBC節目主持聲援連尼加，同時集體杯葛BBC節目迫使多個節目停播。BBC总裁蒂姆·戴维就节目无法播出向观众致歉，但他表明不会辞职，也否认受到政府压力。

### 名嘴捲入與年輕人有不當接觸的指控
2023年7月7日，《太阳报》曝光BBC“知名”主持人花3.5万英镑，向一位17岁的少女购买露骨照片，而这位少女的家长甚至还看到这位主持人只穿一条内裤与女儿聊天，希望女儿为他表演；事后这位少女用主持人给的钱去吸可卡因。相关消息由少女的母亲及继父披露。据称，少女的亲人曾于同年5月份向BBC投诉，只不过处理投诉的BBC观众服务团队认为不存在刑事犯罪证据，需要进一步调查。不过到了7月10日，受害者的代表律师告诉BBC，称受害者与主持人之间没有任何不当不合法的行为，《太阳报》的爆料完全是“垃圾”。次日，另一位受害者出面爆料，指控同一位主持人向她发送骂人信息。同日，一名23岁的女性指控该主持人于2021年2月违反COVID-19防疫规定与她约会。由于涉事名嘴的姓名一直没有公开，外界都在猜测这位名嘴到底是谁，比较知名的BBC主持人瑞兰·克拉克和杰里米·瓦恩紧急澄清自己不是当事人。与此同时，BBC发言人表示公司高度重视有关指控，已经主动制定处理流程。7月9日，BBC表示涉事主持人已经停职。
风波不断延烧之下，一名叫维琪·弗林德（Vicky Flind）的女士发表声明，表示近日风波中的BBC主持人就是她的丈夫、BBC著名新闻播音员休·爱德华兹。声明指出，风波发生后，爱德华兹抑郁症发作，正在住院中 。倫敦警察廳表示初步调查未发现爱德华兹有刑事犯罪行为，后续不会在继续调查。最初曝光丑闻的《太阳报》表示从未影射爱德华兹有犯罪行为，日后不会再发表任何与爱德华兹有关的指控，同时会配合BBC内部的调查行动。

### 未称哈马斯为恐怖组织被批评
在报道2023年10月加沙—以色列冲突期间，BBC的新闻未将发动袭击的哈马斯定性为恐怖组织。供职于BBC的犹太裔记者诺亚·亚伯拉罕斯（Noah Abrahams）就此事件辞职，他在接受TalkTV电视台主持人彼得·卡德维尔（Peter Caldwell）采访时表示：“我和犹太社群的所有人一样，不觉得意外。英国犹太人很害怕，我也一样。”他认为BBC拒绝使用正确的术语是不合理的。之后在《BBC早餐》节目中，英国外交大臣詹姆士·柯維立与主持人莎莉·纽金特展开激烈交锋，称哈马斯就是恐怖组织，不是什么武装人员，“希望你们能在报道中说清楚这一点”。
事实上，针对巴以局势的新闻动态，BBC有一套既定的编采方针，当中指恐怖主义是“复杂且带有情绪化的话题，带有明显的政治色彩，在使用带有价值判断的语言时需要格外小心，不应该在没有归属的情况下使用‘恐怖分子’一词”。文化、傳媒及體育大臣露西·弗雷泽向英国犹太人代表委员会（Board of Deputies of British Jews）发函，称自己已经和BBC台长蒂姆·戴维会谈，问及BBC有没有打算以当前的风波为契机，重新审视以往的编采方针。如果不打算审视，BBC又是否确信自己实际上遵守了自订的编采方针。随后BBC回应了《每日电讯报》的查询，表示公司报道哈马斯袭击及以色列回应的时候，始终遵守BBC编采方针。此外，BBC有一批指责哈马斯是恐怖分子的人士担任撰稿人，也曾报道过英国在内的西方国家将哈马斯定性为恐怖组织。

### 主持人向镜头竖中指事故
2023年12月6日，BBC首席主播玛丽亚姆·莫胥礼在午间时段新闻节目倒计时结束后，向镜头挑眉毛兼竖中指，被外界批评。事后公布的片段显示丽利亚姆其实是和现场导播开玩笑，用手指头倒数10个数，结果竖中指数到
1的画面被放送出来。

### 朋克歌手音乐节高喊“以色列国防军去死”
2025年6月，英国朋克二人组鲍勃·维兰在格拉斯顿伯里音乐节表演，期间在舞台挥舞巴勒斯坦国旗，并高喊“以色列国防军去死”“从河流到大海，巴勒斯坦必须自由——如果真主愿意的话”等口号，相关场景被BBC全程直播。事件发生后，以色列驻英国大使馆表示严正抗议，“对舞台上表达的煽动性和仇恨言论深感不安”。埃文和萨默塞特警察局表示警方会评估视频证据，以确定当事人是否存在需要启动刑事调查的犯罪行为。BBC发言人表示，两人的表演不会上传至BBC iPlayer 。